# Rozamunda (polka)
»Rozamunda«, izvirno »Škoda lásky« (dobesedno: zapravljena ljubezen), je polka iz leta 1927, ki jo je napisal češki skladatelj Jaromír Vejvoda . Besedilo se ji je dodalo šele leta 1934. Med drugo svetovno vojno je postala svetovno priljubljena kot pivska pesem.

## Zgodovina
Polko je leta 1927 napisal češki skladatelj Jaromír Vejvoda. 
Prvo priredbo skladbe je napisal Eduard Ingriš, ko mu je Vejvoda naročil, naj melodijo izpopolni. Pesem je bila takrat brez besedila in je bila znana kot »Modřanská polka«. 
Prvo besedilo za polko z naslovom "Škoda lásky" ("Zapravljena ljubezen") je leta 1934 napisal Vašek Zeman.

## Imena v drugih jezikih
- Baskovščina: Gora ta gora beti
- Danščina: Hvor er min Kone
- Finščina: Tonttujen joulupolkka, Böömiläinen polkka
- Francoščina: Frida oum Papa
- Grščina: Ροζαμούντα
- Hrvaščina: Rozamunda
- Italijanščina: Rosamunda
- Japonščina: ビヤ樽ポルカ
- Katalonščina: La polca de la cervesa
- Kitajščina: 啤酒桶波尔卡/啤酒桶波爾卡
- Latvijščina: Rozamunde
- Madžarščina: Sej-haj Rozi
- Nemščina: Rosamunde
- Nizozemščina: Rosamunde, Rats, kuch en bonen
- Norveščina: Hvor er min kone
- Poljščina: Banda, My młodzi, my młodzi, nam bimber nie zaszkodzi..., Szkoda miłości
- Portugalščina (Braziljska Portugalščina): Barril de chope
- Ruščina: Розамунда
- Španščina: Polka del Barril, Polca de la Cerveza, Barrilito de Cerveza
- Švedščina: Ut i naturen
- Ukrajinščina: Не вернуться роки мої молоді

## Slovenske izvedbe
Pesem je priljubljena tudi v Sloveniji, kjer so jo izvajali mnogi znani glasbeniki, med drugimi tudi Lojze Slak. Ena izmed najbolj mednarodno znanih angleških izvedb je izvedba ameriškega Slovenca Frankieja Yankovica iz leta 1960.